# 野村仁
野村 仁（のむら ひとし、1945年1月26日 - 2023年10月3日）は、日本の現代美術家。京都市立芸術大学名誉教授。1960年代末から、写真を使った芸術表現に取り組み、写真、映像、音などの様々なメディアを使って表現するマルチメディアアーティストである。

## 経歴
1945年兵庫県生まれ。 1969年京都市立芸術大学彫刻科を卒業、大学修了制作でダンボールの風化、重量による崩壊の過程を写真に記録する「Tardiology（遅延論)」を発表、本作品に続き、昇華するドライアイスと沃素を対象とした記録から「道路上の日時(time on acurved line)」を制作する。1970年代より、空、宇宙、DNAを対象として、映像、音などの媒体にて作品を制作。太陽や月の動きを撮影した写真をもとに宇宙の現象を視覚化する作品を発表。「‘moon’ score」は代表作の1つである。1988年より京都市立芸術大学彫刻科にて教鞭をとる。
2023年10月3日、肺炎のため死去。78歳没。

## 主な受賞歴
- 2005年　第23回京都府文化賞（美術家）[8]
- 2009年　京都市立芸術大学名誉教授（彫刻分野）[9]
- 2010年　第23回京都美術文化賞（マルチメディア・アート）[10]
- 2011年　平成23年度京都市文化功労者（造形分野）[11]

## 主な作品

### 美術作品
- 1969年
  - Tardiology
  - Dryice
- 1970年
  - Dryice: 1969
  - 道路上の日時
  - Graphilm
  - Jump